# British Basketball League 2001-2002
La British Basketball League 2001-2002 è stata la quindicesima edizione della massima competizione cestistica del Regno Unito.
Le dodici formazioni che vi hanno preso parte sono state divise in due gironi (Northern e Southern Conference) da sei squadre l'uno. Al termine della stagione regolare, le squadre che si sono classificate al terzo e quarto posto si affrontano per il Round One (in inglese primo turno) del Basketball Finals Weekend (ovvero fine settimana delle finali di pallacanestro). Le due vincenti affrontano le seconde classificate e le qualificate affrontano le due vincitrici della stagione regolare in semifinali e finali. Tutte le gare del Basketball Finals Weekend si disputano ad eliminazione diretta.
I Cheshire Jets, primo nella Northern Conference, hanno vinto il loro primo titolo, battendo in finale gli Sheffield Sharks, che avevano eliminato in semifinale il London Towers, vincitori della Southern Conference.

## Classifiche finali

### Northern Conference
|                        |    | Classifica finale 2001-2002 | Pt | G  | V  | P  |
| ---------------------- | -- | --------------------------- | -- | -- | -- | -- |
| Regno Unito (bandiera) | 1. | Cheshire Jets               | 48 | 32 | 24 | 8  |
|                        | 2. | Sheffield Sharks            | 42 | 32 | 21 | 11 |
|                        | 3. | Newcastle Eagles            | 34 | 32 | 17 | 15 |
|                        | 4. | Edinburgh Rocks             | 26 | 32 | 13 | 19 |
|                        | 5. | Leicester Riders            | 22 | 32 | 11 | 21 |
|                        | 6. | Derby Storm                 | 6  | 32 | 3  | 29 |

### Southern Conference
|  |    | Classifica finale 2001-2002 | Pt | G  | V  | P  |
|  | -- | --------------------------- | -- | -- | -- | -- |
|  | 1. | London Towers               | 42 | 32 | 21 | 11 |
|  | 2. | Brighton Bears              | 42 | 32 | 21 | 11 |
|  | 3. | MK Lions                    | 32 | 32 | 16 | 16 |
|  | 4. | London Leopards             | 32 | 32 | 16 | 16 |
|  | 5. | Birmingham Bullets          | 30 | 32 | 15 | 17 |
|  | 6. | Thames V. Tigers            | 28 | 32 | 14 | 18 |

## Basketball Finals Weekend

### Primo turno
|  | Newcastle Eagles | 94 – 88 | London Leopards |  |

|  | MK Lions | 69 – 64 | Edinburgh Rocks |  |

### Quarti di finale
|  | Sheffield Sharks | 85 – 81 | MK Lions |  |

|  | Brighton Bears | 102 – 101 (d.t.s.) | Newcastle Eagles |  |

### Semifinali
|  | London Towers | 87 – 104 | Sheffield Sharks |  |

|  | Cheshire Jets | 95 – 82 | Brighton Bears |  |

### Finali
|  | Cheshire Jets | 93 – 82 | Sheffield Sharks |  |

## Verdetti
- Campione del Regno Unito:   Cheshire Jets (1º Titolo)